# 夏慤村
夏慤村是2014年雨傘運動期間，位於香港香港島金鐘夏慤道近海富中心一帶形成的一个社区，為雨傘運動佔領區的構成部分之一。

## 歷史
「夏慤村」內的「雨傘廣場」是金鐘佔領區其中一個核心，另外一個核心是位於添美道的香港專上學生聯會「命運自主」（拉丁語：Fato liberum Decision）大台，為實際上的雨傘運動指揮總部。在佔領區內有示威者在馬路中心搭建自修室，讓同學溫書，也有人研發單車和風力發電。佔領初期已有人將垃圾分類，循環再用。而且每日都有陌生人送上糖水和熱飲等，被人讚佔領區像烏托邦。佔中三子之一的陳健民表示，夏慤村正是年輕人的理想世界。
2014年12月11日，香港警察清場後，「夏慤村」的帳篷、黃色巨傘及欄杆等物件被拆毀及運往中環新填海區地盤內。
2015年香港建築中心主辦「十築香港」活動中，有市民提名夏慤道的路障為「百大以外‧新一代最Like建築選」，認為在沒有草圖的情況下興建路障是「無名的建築師」，既保護民眾，又成為地標。

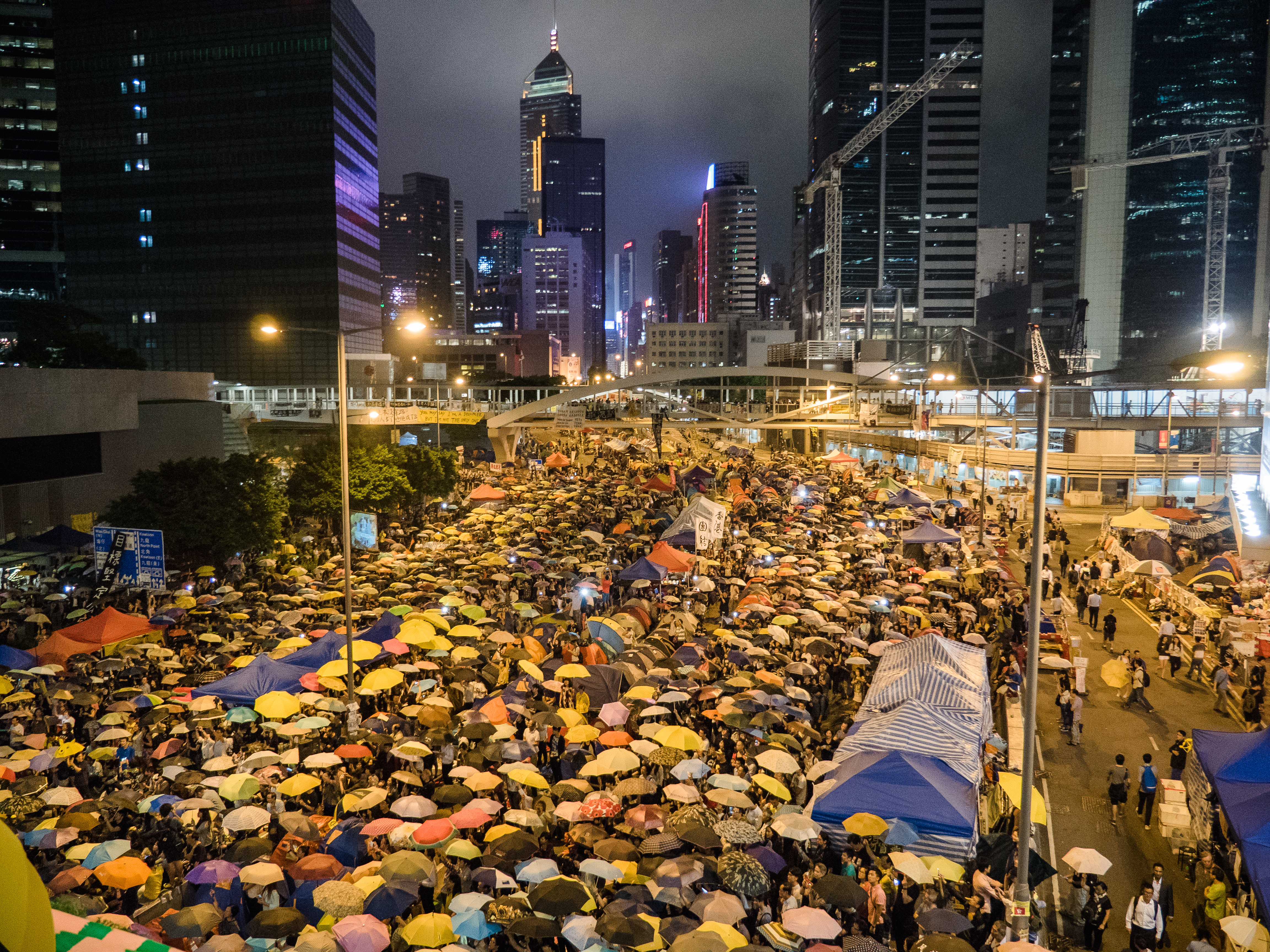
2014年10月28日，警方施放87枚催淚彈一個月，示威者繼續佔領及建立夏慤村
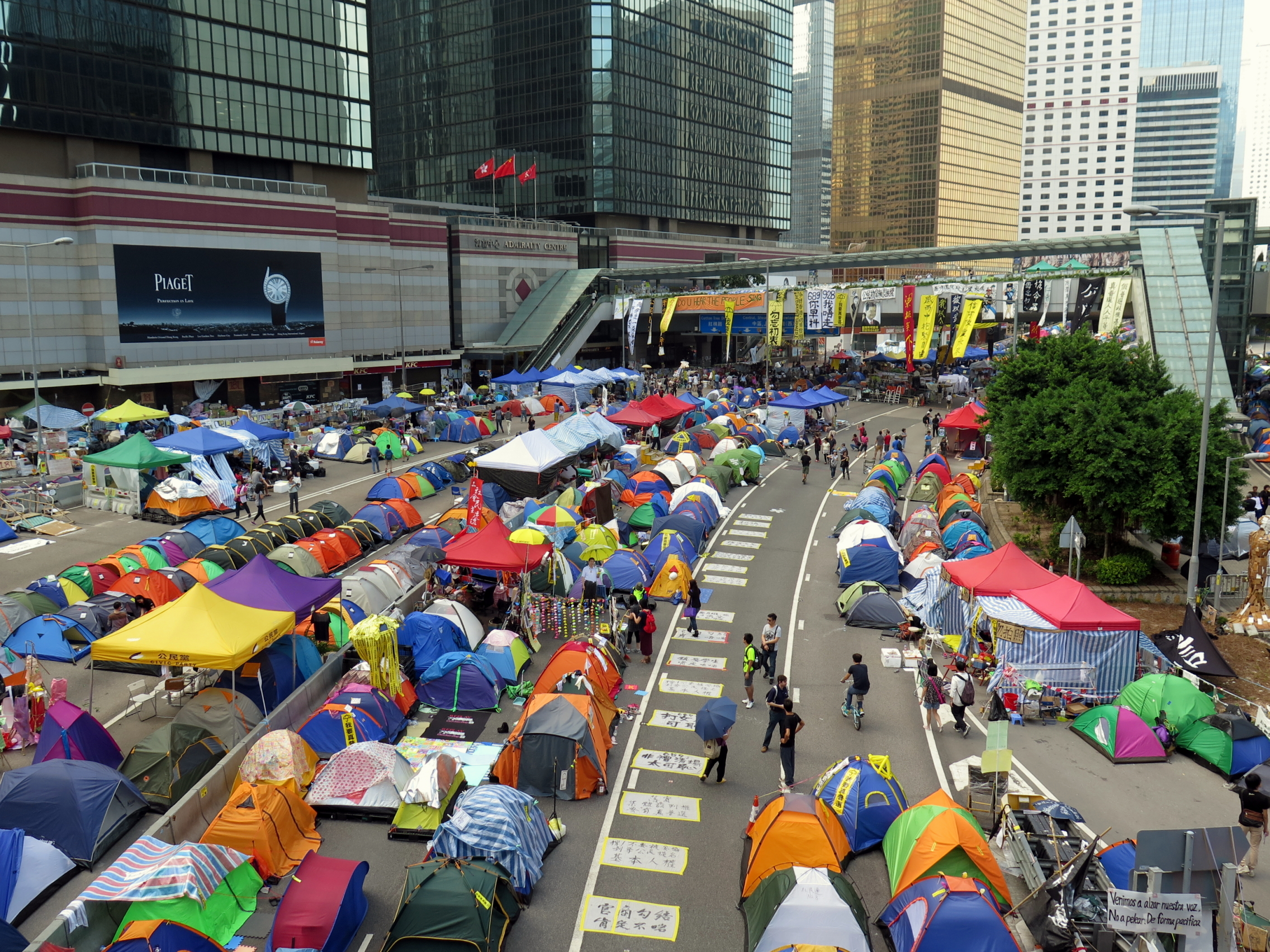
夏慤村（2014年11月）
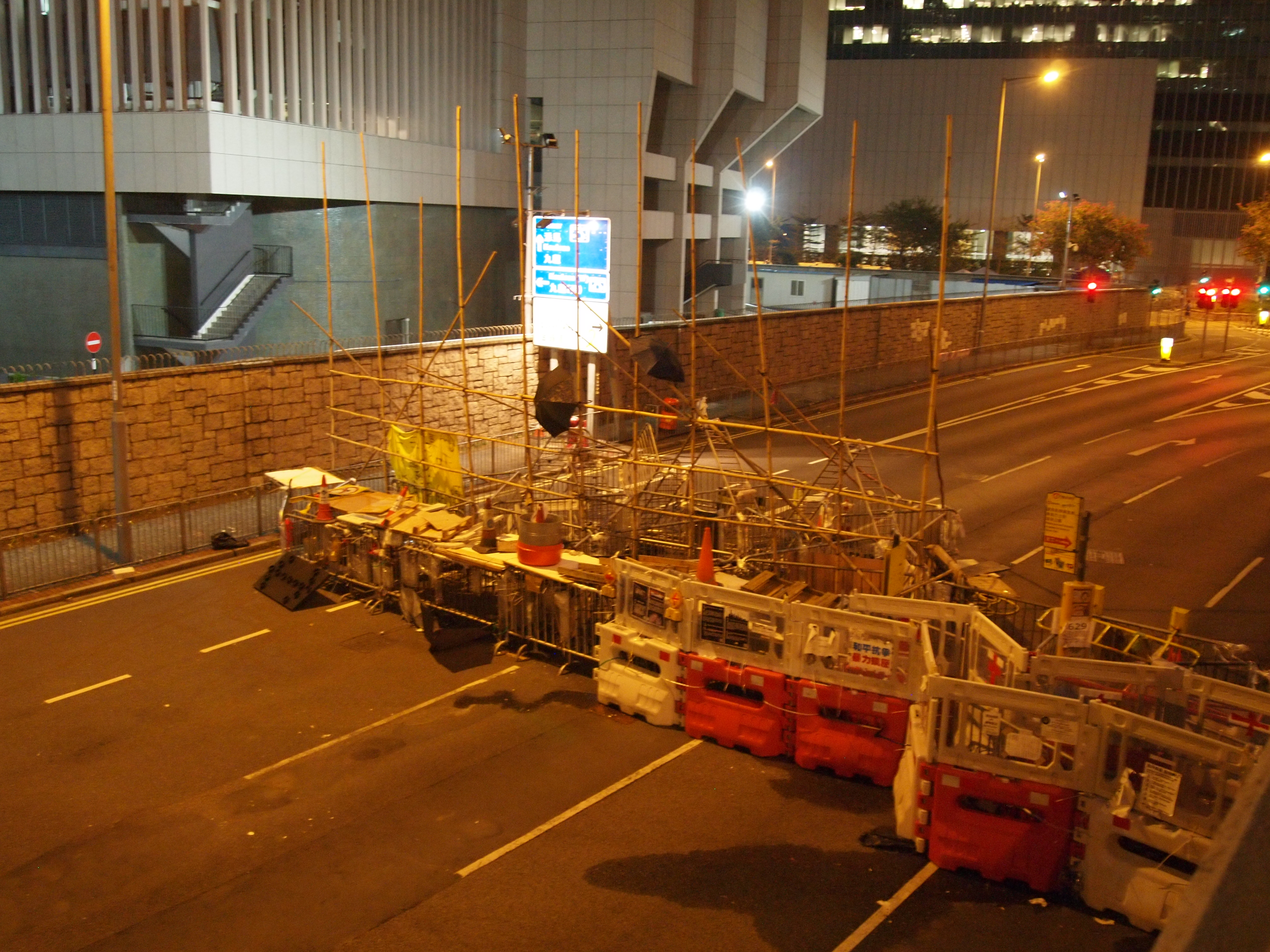
用竹棚臨時搭建的強化路障於解放軍駐港部隊大廈面前
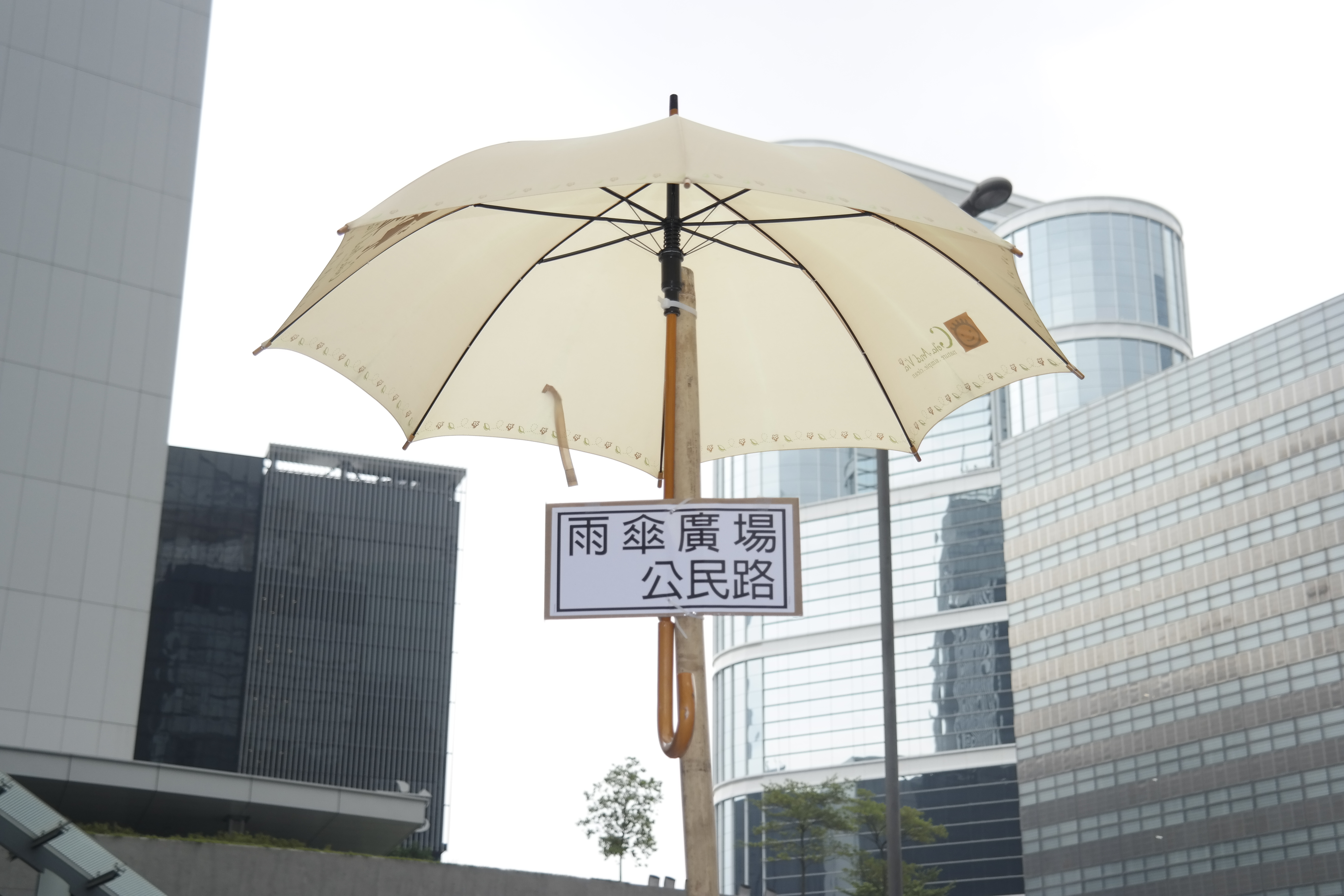
「雨傘廣場」路標
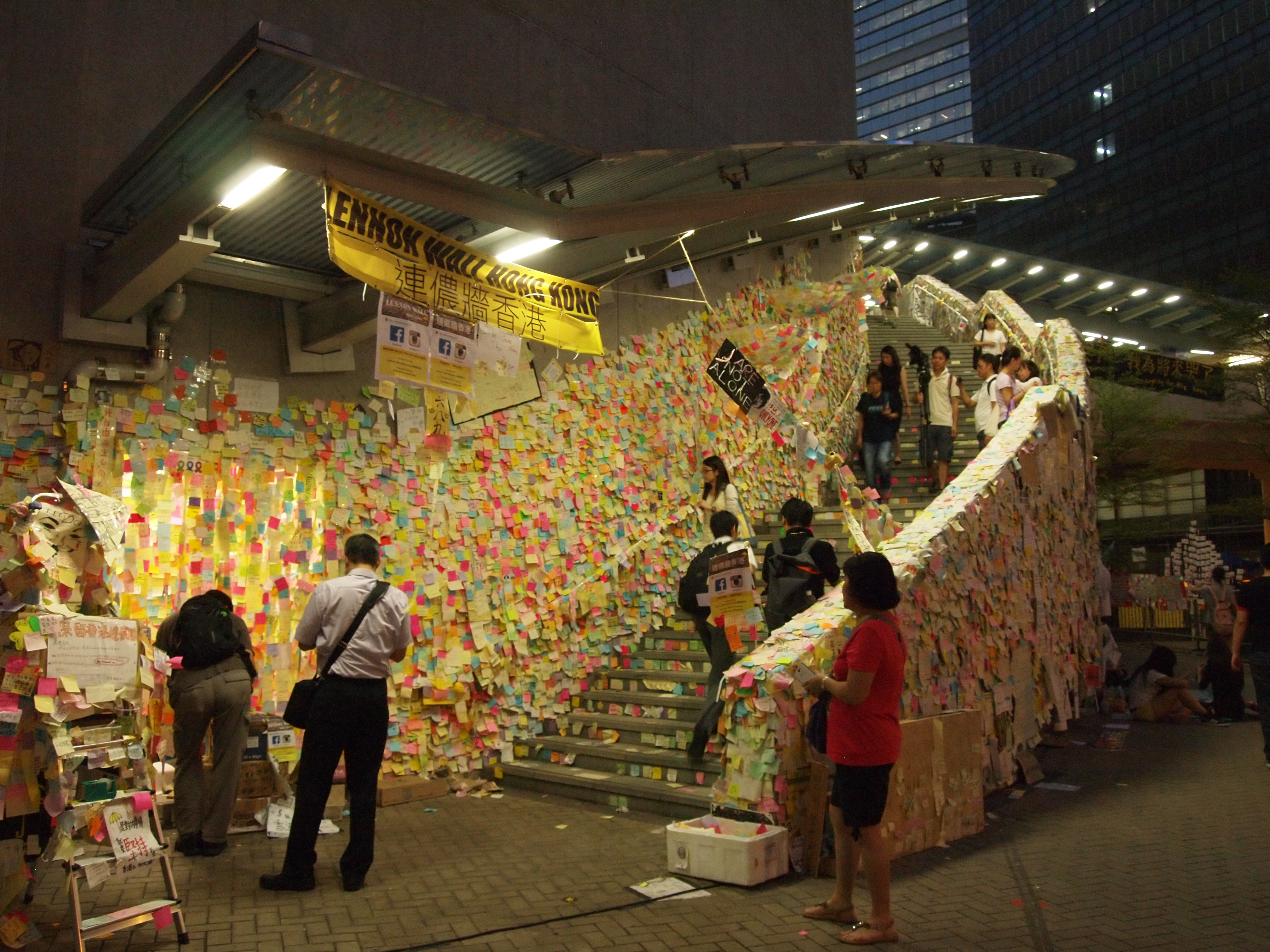
香港連儂牆
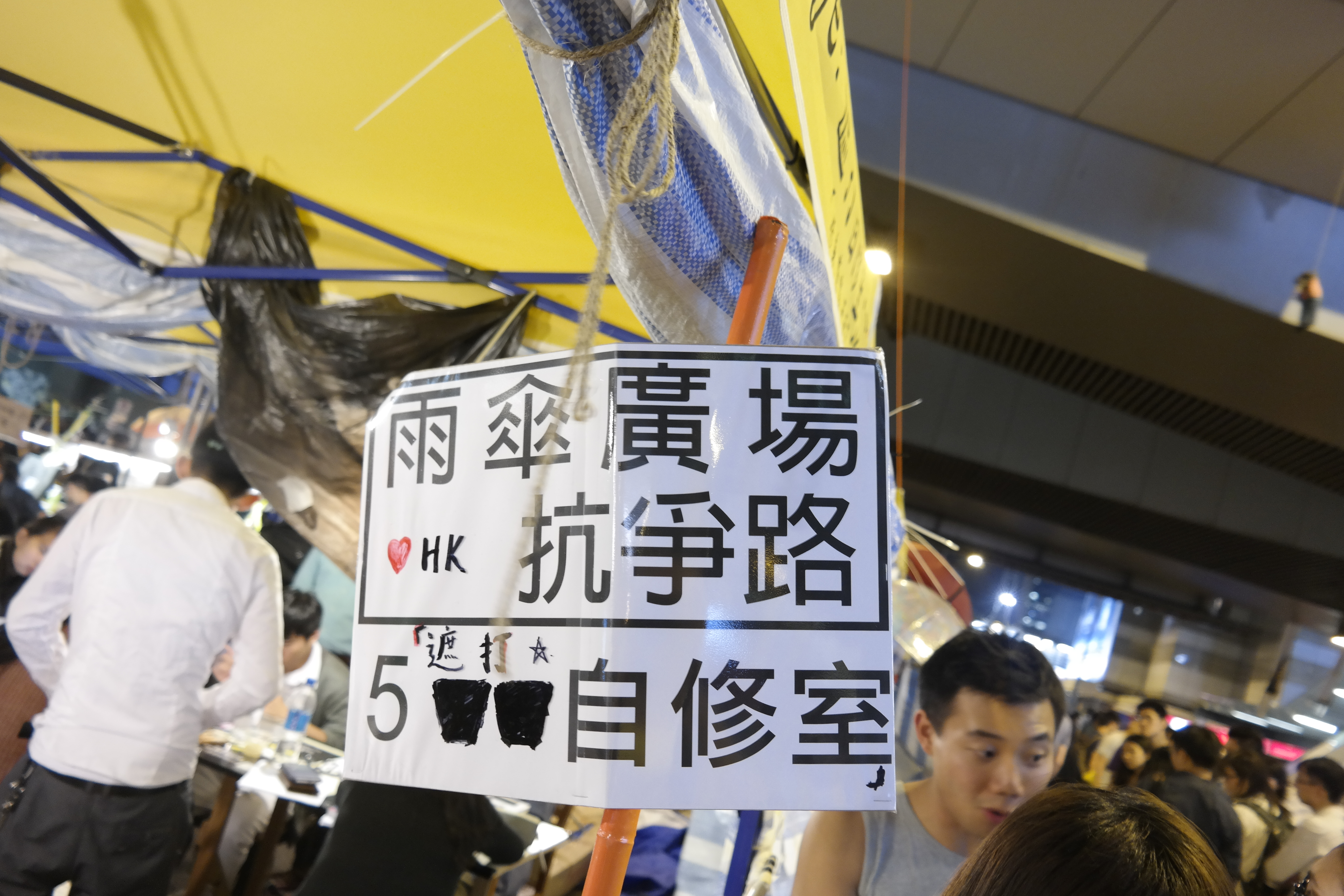
「雨傘廣場」「抗爭路」「5**自修室」，後易名「遮打自修室」
雨傘人雕像
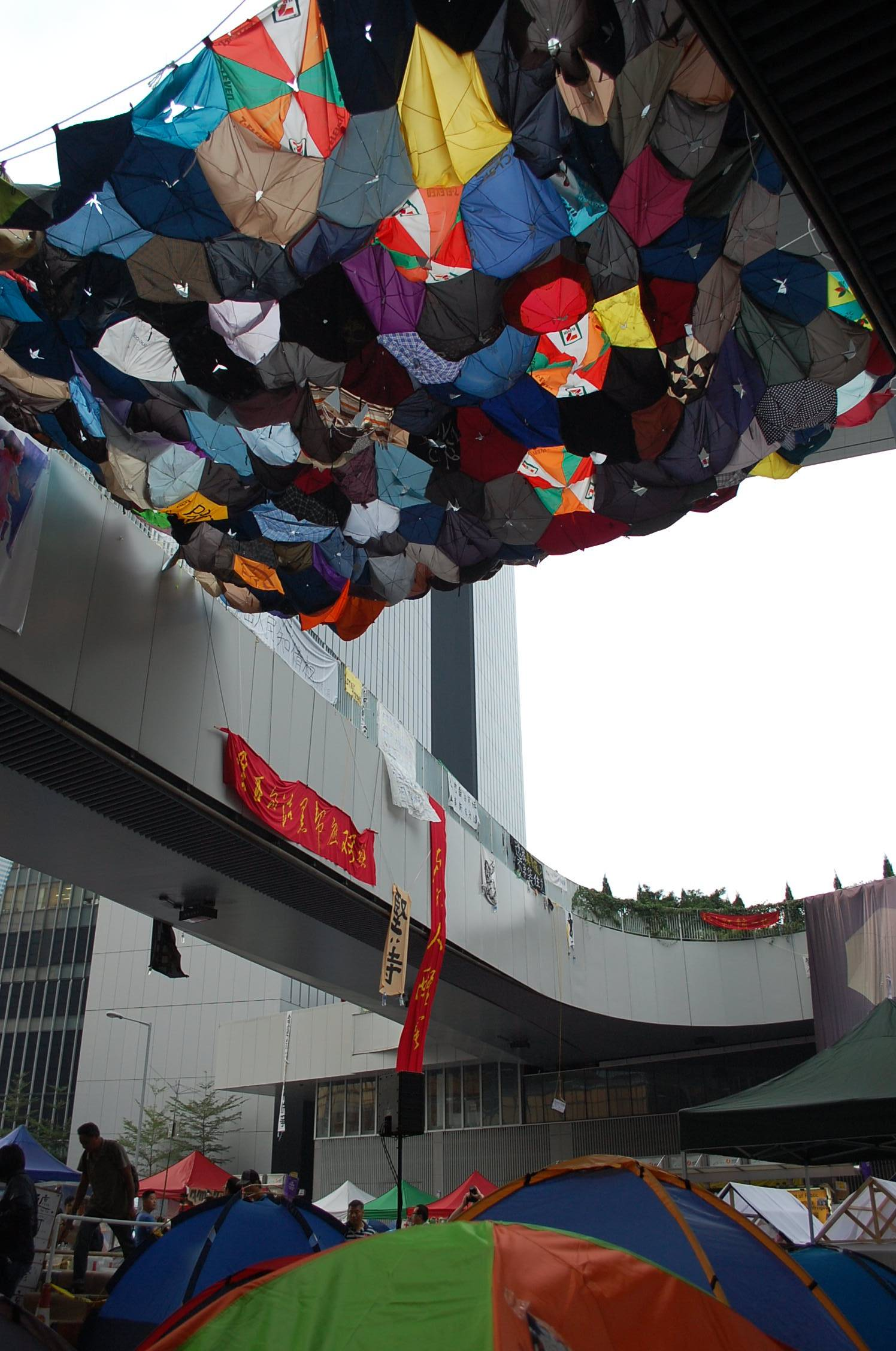
雨傘藝術晾在通往政府總部的兩條行人天橋之間

## 鄰近
- 金鐘站A出口
- 香港政府總部
- 行政長官辦公室
- 香港立法會綜合大樓
- 龍和道
- 添華道（「運作」期間，被警察禁止人士進入）
- 添美道
- 中信大廈
- 海富中心
- 夏慤花園
- 金鐘廊
- 太古廣場
- 英國駐香港總領事館
- 美國駐香港總領事館
- 中銀大廈
- 和記大廈
- 美國銀行中心
- 力寶中心
- 遠東金融中心
- 香港演藝學院
- 香港警察總部
- 香港紅十字會總辦事處

## 外部連結
- 菁英薈：令夏慤村不復出現（页面存档备份，存于）
- 遍地開花 - 外媒：香港有條夏慤村（页面存档备份，存于）